# Cnemaspis kumpoli
Cnemaspis kumpoli là một loài thằn lằn trong họ Gekkonidae. Loài này được Taylor mô tả khoa học đầu tiên năm 1963.